# Guy Étienne
Guy Étienne ou Gi Étienne, également connu sous le nom de plume Abanna, né le 18 septembre 1928 à Saint-Carreuc (Côtes-du-Nord) et mort le 6 janvier 2015 à Châteaulin, est un écrivain français.

## Biographie
Guy Étienne participe avec Per Denez et Ronan Huon en 1959 à la revue autonomiste Ar Vro. Neuropsychiatre à la clinique Kerfriden à Châteaulin, il crée un parti (ESB) dont la revue — en 1974 — se situe à gauche alors que l'équipe du départ est essentiellement composée de chrétiens catholiques convaincus (Paol Kalvez premier secrétaire, Youenn Olier, Gwilherm Dubourg). Il est rédacteur dans la revue Ar Vro, Gwirionez, revue bretonne d'étude dans les années 1960.

## Publications
- Geriadur ar Mediaoù, (Dictionnaire du cinéma et de la vidéo) avec Pascal Le Moal.
- La Pierre du oui - Maen ar ya, poésie, bilingue français-breton, La Différence.
- Geriadur ar Stlenneg (Dictionnaire de l'informatique) en trois langues : français, anglais, breton.
- Geriadur ar Bredelfennerezh e peder yezh : Galleg, alamaneg, Saozneg, Brezhoneg (Dictionnaire de psychanalyse) en quatre langues : français, allemand, anglais, breton. Quintin, Preder, 1983.
- Geriadur ar Gorfadurezh (Dictionnaire de l'anatomie), conforme à la nomenclature internationale PNA, en français, latin et breton.
- Diazerc'h, poésies et écrits en breton.